# Ẩm thực Ba Lan

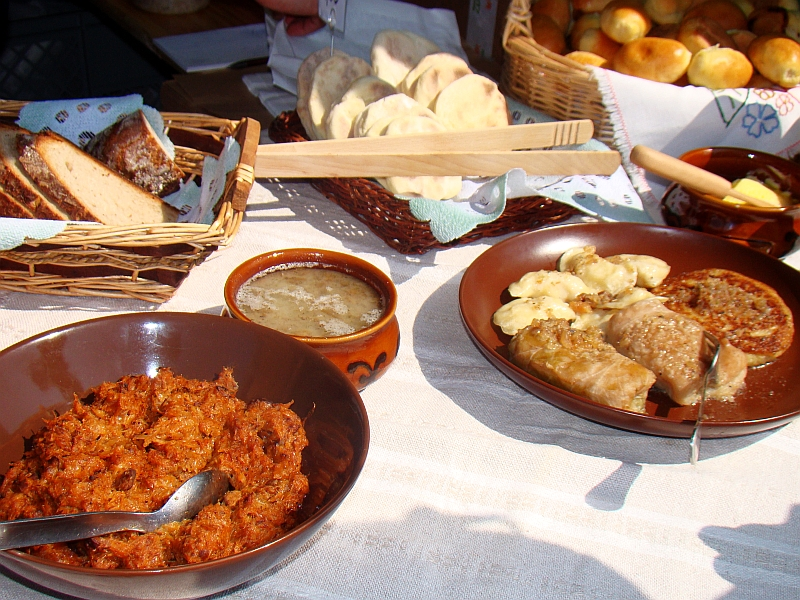
Món ăn nông dân truyền thống Ba Lan Sanok, Ba Lan

Ẩm thực Ba Lan là một phong cách chế biến thực phẩm có nguồn gốc nhập hoặc phổ biến rộng rãi ở Ba Lan. Ẩm thực Ba Lan đã phát triển qua nhiều thế kỷ để trở nên đa dạng do lịch sử của Ba Lan. Ẩm thực Ba Lan có nhiều điểm tương đồng với ẩm thực các nước Slavơ khác, đặc biệt là ẩm thực Belarus, Ukraina và Nga. Nó cũng đã chịu ảnh hưởng rộng rãi bởi các nền ẩm thực Trung Âu, cụ thể là Đức, Áo, Hungary, cũng như truyền thống ẩm thực của người Do Thái, người Pháp, người Ý.
Các thành phần nổi bật trong nấu nướng của Ba Lan là thịt lợn, cải bắp, củ cải đường, dưa chuột, kem chua, su hào, nấm, xúc xích và xúc xích hun khói. Những loại rau thông dụng: kinh giới, thì là, hạt ca-rưm, rau mùi tây, hạt tiêu. Các món ăn tráng miệng phổ biến là bánh ngọt, kem. Đồ uống có cồn thông dụng là rượu vodka.

## Phong cách

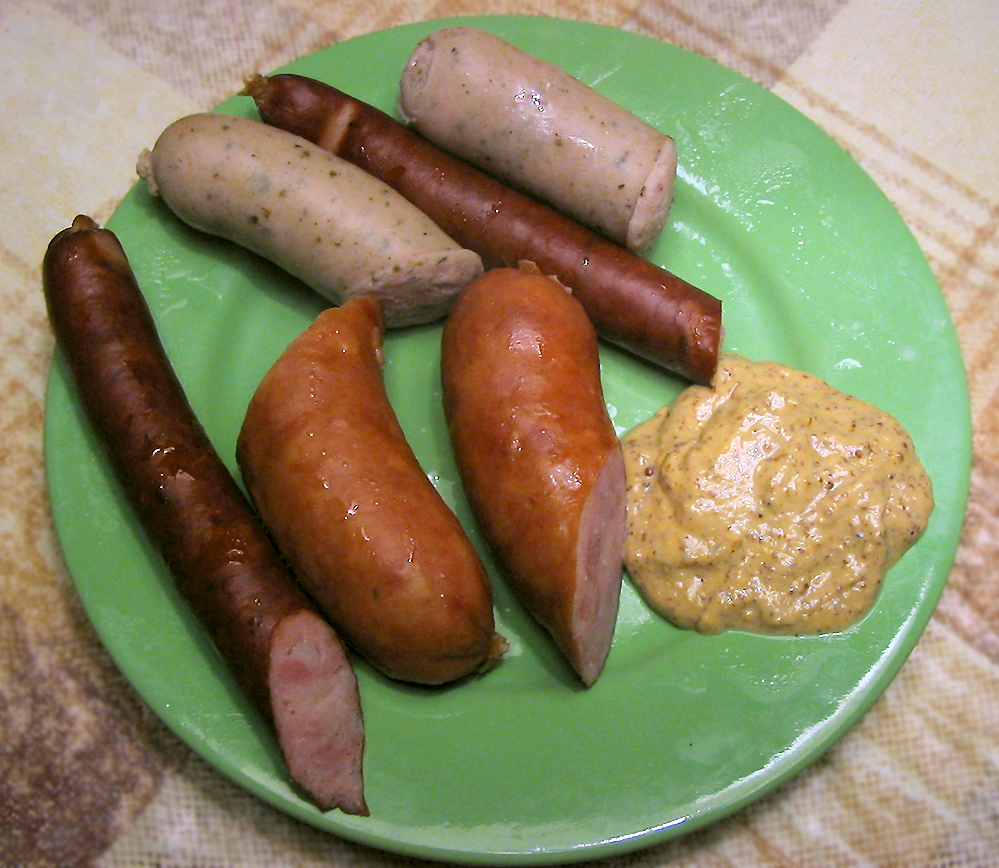
Nhiều loại kielbasa khác nhau từ trên xuống dưới: Biała kiełbasa (xúc xích trắng), Kabanos (hay Kabanosy in the plural); Wiejska kiełbasa (xúc xích miền quê) với mù tạc

Mỗi vùng ở Ba Lan có phong cách ẩm thực khác nhau:
- Món đặc trưng của người Silesia là món khoai tây. Khu vực này có loại bánh bao được làm từ bột và khoai tây nạo nhỏ với món ăn đi kèm là rau bắp cải đỏ/ tím. Món ăn tráng miệng là nho kho, mật ong, các loại hạt hay bánh mỳ trộn sữa. Họ thường ăn món ăn đang lạnh.
- Món ăn phổ biến và tương tự của người Silesia là Kartacze là bánh bao nhồi thịt, nấm và bắp cải.
- Người dân sinh sống gần dãy núi Beskid có món thịt hầm bia và rau. Ngoài ra còn có hai loại súp phổ biến là súp lúa mạch đen với sữa và bột; và súp cải bắp với thịt lợn và thịt hun khói.
- Đối với người Tatran và vùng cao Podhalania thì món nổi bật là thịt cừu, pho mát Ewe và sữa. Thịt hun khói vùng này có mùi vị khác biệt, đặc trưng và bí ẩn. Ngoài ra còn có số lượng lớn người dân nơi đây ưa chuộng món đầu heo hầm với khoai tây.
- Dân ở Galicia có ảnh hưởng nhiều của người dân nước Áo, đặc biệt là Viên. Nổi bật là món thit lợn bắp ăn kèm với nước sốt mù tạt lạnh. Món ăn trong lễ Phục sinh của họ là Barszcz và xúc xích trắng nấu với thịt hun khói thái dày và kem chua. Món tráng miệng là bánh pho mát đứng đầu là kem sô cô la hoặc kem vani.
- Người dân vùng Masuria chịu nhiều ảnh hưởng ẩm thực của người Đức, người Nga. Món ăn hằng ngày là súp hải sản làm từ cá hoặc tôm nấu với các loại thảo mộc rừng, đun trên ngọn lửa nhỏ mang hương vị đặc trưng của vùng.

## Món ăn tiêu biểu

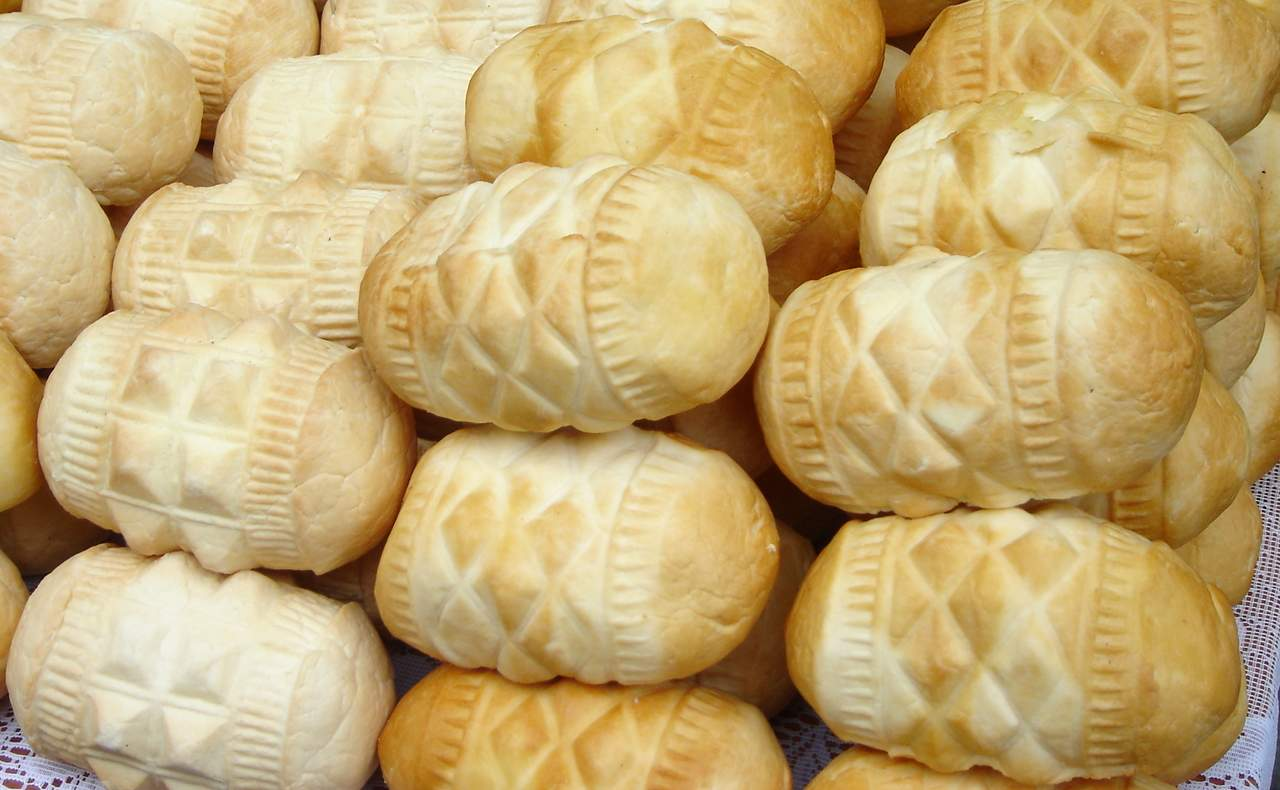
Xúc xích hun khói Ba Lan Oscypek

- Bigos: Món Bigos được xem là món đặc trưng nhất của Ba Lan bao gồm thịt khoanh, xúc xích hầm với bắp cải muối chua, thêm một chút bia nóng và mật ong, mùi quế, đinh hương. Người Ba Lan đặc biệt ưa thích món bắp cải nên loại rau này được dung khá phổ biến trong bữa ăn như bắp cải cuốn thịt, bánh mỳ nhân bắp cải.
- Pierogi: Đây là món ăn có vỏ làm bằng bột nhão với nhân pho mát, khoai tây, bắp cải, nấm, thịt. Pierogi có hình dáng gần giống với món bánh cuốn ở Việt nam và được ăn kèm với sữa chua. Các bạn có thể ăn sau khi hấp hoặc chiên tùy khẩu vị hoặc thay đổi mùi vị ngọt hoặc mặn thì vẫn có thể chiếm lĩnh được vị ngon của món ăn đặc trưng này.
- Zrazy: Đây là món ăn đặc trưng truyền thống của người Ba Lan không chỉ riêng những kì lễ lớn mà còn có mặt hằng ngày trong đời sống của người dân. Thành phần chính của món này gồm thịt xông khói, vụn bánh mỳ, nấm và dưa chuột được cuộn trong miếng thịt bò. Như vậy, có thể gọi tắt món Zrayzy là là thịt bò cuốn. Sau khi cuốn có thể dùng bằng cách rán, hấp hoăc nướng tùy khẩu vị gia đình. Đi kèm với món Zrayry này là món xa lát dưa chuột hoặc Mizeria. Mizeria là loại salad lạnh của Ba Lan gồm dưa chuột thái lát mỏng, hành tây thái nhỏ trộn với kem chua và tinh dầu chanh - cũng là món ăn được người ưa thích.
- Kotlet schabowy: Món Kotlet schabowy được làm từ nguyên liệu chính là sườn lợn với vụn bánh mỳ. Đây là món ăn chính được ưa chuộng và xuất hiện thông dụng trong hầu hết các gia đình người Ba Lan. Sườn thái mỏng ướp với muối và hạt tiêu, sau đó đặt vào trứng đánh tan rồi đưa vào mẩu bánh mỳ rồi chiên nóng. Món này thường được ăn kèm với khoai tây nghiền và cải bắp hoặc dưa chuột.
- Các món xúp: Một trong những món thiết yếu của bữa ăn chính trong ngày của người dân Ba Lan là xúp, và một trong những món xúp phổ biến là món súp Barszcz (xúp củ cải đường lên men). Món xúp này thường được dùng chung với đậu, nấm và thịt.

Xúp Zurek làm bằng lúa mạch đen, bột, nấm, khoai, xúc xích thái hạt lựu và trứng luộc được lên men tạo nên hương vị đặc biệt.  Món ăn có thể thêm nhiều nấm dành cho dành cho những người khó ăn và trẻ nhỏ.gúp Kapusniak làm bằng hương liệu chính là bắp cải; xúp Krupnik được làm bằng lúa mạch với thịt gà, thịt lợn và rau tùy chọn; xúp khoai tây, cà chua.

## Thịt và cá

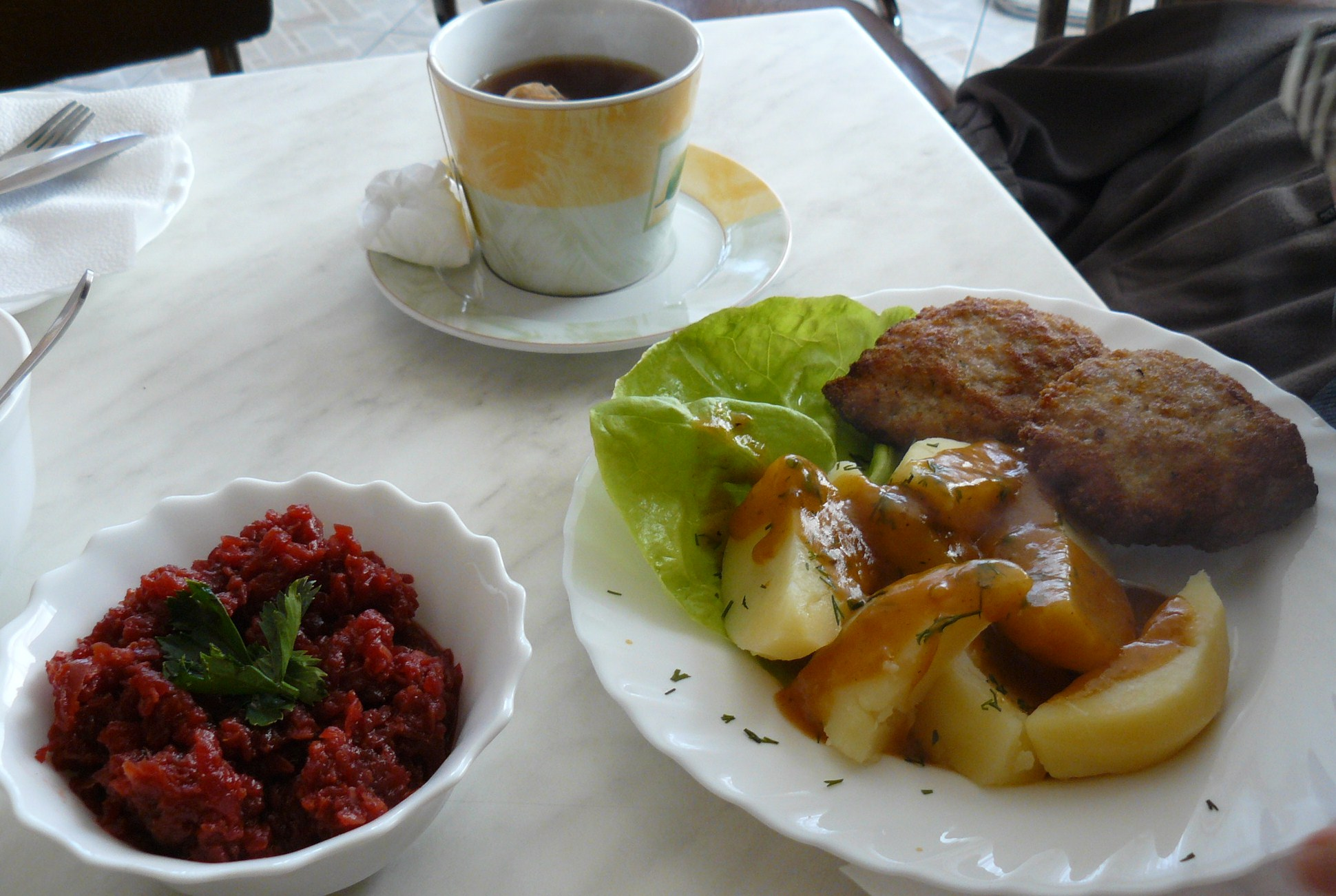
Một món Ba Lan truyền thống: kotlety mielone (thịt băm), khoai tây, củ dền, trà

- Kotlet Mielony Drobiowy - Burger gà xay
- Kotlet mielony - Thịt băm với trứng lăn qua bột
- Kotlet schabowy - Côtlet thịt lợn tẩm bột
- Kurczak Pieczony - Gà quay
- Pieczeń cielęca - Thịt bê quay
- Pieczeń wieprzowa z winem - Thịt lợn quay trong sốt rượu vang
- Polędwiczki wołowe - Thịt thăn bò
- Pulpety or Klopsiki w sosie pomidorowym  - Thịt viên kiểu Ba Lan ttrong sốt cà chua (hoặc nấm)
- Rolada z mięsa mielonego z pieczarkami - Roulade thịt băm với nấm
- Schab Faszerowany - Thịt lợn thăn nhồi.
- Wołowina Pieczona - Thịt bò quay.
- Zrazy zawijane - Paupiette phi lê bò nhồi với thịt muối, nấm hoặc dưa chuột muối và hành tây.
- Żeberka wędzone - Sườn lợn lọc gần hết thịt hun khói
- Filet z dorsza - Phi lê cá tuyết trong bột bia
- Łosoś - Cá hồi trần hoặc nướng
- Pstrąg - Cá hồi chấm trần hoặc nướng
- Ryba Smażona - Phi lê cá tẩm bột chiên
- Śledzie - Cá trích trong dầu với hành tây

## Bánh mì

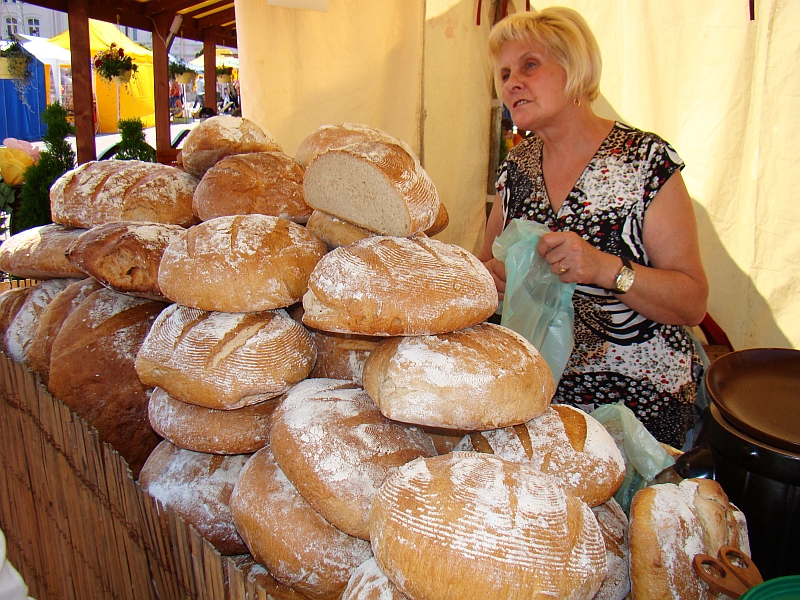
Quầy bánh mì tại Sanok, Ba Lan

Bánh mì (Chleb) và bánh mì cuốn (Bułka) là một phần quan trọng trong ẩm thực và truyền thống Ba Lan trong hàng thế kỷ. Ngày nay bánh mì vẫn là một trong nhữung thực phẩm quan trọng nhất trong ẩm thực Ba Lan. Nguyên liẹu chính để là bánh mì Ba Lan là lúa mạch đen hay lúa mì. Bánh truyền thống có vỏ giòn, mềm nhưng không quá mềm ở bên trong, có mùi hương khó quên. Bánh kiểu này được làm bằng bột nhào chua tạo ra vị đặc trưng của nó. Nó có thể được lưu trữ khoảng một tuần mà vẫn không trở nên quá cứng hay dễ vỡ vụn khi bị cắt.
Tại Ba Lan, chào đón với bánh mì và muối ("chlebem i solą") thường gắn liền với truyền thống hiếu khách ("staropolska gościnność") của giới quý tộc Ba Lan (szlachta), những người tự hào về sự hiếu khách của mình. Một nhà thơ Ba Lan thế kỷ 17, Wespazjan Kochowski, viết năm 1674: "Một cái bánh mì tốt, khi nó được trao cho vị khách với lòng tốt! ("O dobryż chleb, gdy jest z solą dany gościom z dobrą wolą"). Một nhà thơ khác nhắc đến truyền thống này là Wacław Potocki. Lưu trữ ngày 4 tháng 3 năm 2008 tại Wayback Machine Tuy nhiên truyền thống này không chỉ bị giới hạn ở giới thượng lưu, vì người Ba Lan với mọi tầng lớp đều thực hiện truyền thống này, có thể thấy trong các câu tục ngữ cổ tiếng Ba Lan.  Ngày nay, truyền thống này chủ yếu có thể thấy trong ngày cưới, khi cặp đôi mới cưới được chào đón bvới bánh mì và muối bởi cha mẹ họ khi trở về từ nhà thờ.